# オットー2世 (シェイエルン伯)
オットー2世（ドイツ語: Otto II.、？ - 1120年/1122年10月31日）はオットー1世の息子でシェイエルン伯。

## 生涯
オットー2世は1104年から1122年までシェイエルン伯でフライジングのフォークト（代官）も務め、また1116年から1119年までヴァイエンシュテファンのフォークトでもあった。

## 家族
クライン辺境伯ウルリヒ1世の娘リヒガルディスと結婚したとされ、4人の子供をもうけた。
- オットー3世（1130年12月15日以降没）
- エッケハルト3世（1183年7月11日以降没）
- ベルンハルト2世（1135年頃没）
- 名前不明